# Lluís Casanova Giner
Lluís Casanova Giner (Oliva, La Safor, 1909 - 4 de maig de 1999) fou un empresari valencià, president del València CF entre 1940 i 1959, i director de l'estudi de cinema Cifesa.

## Biografia
Sent molt jove va emigrar a Londres per a formar-se, va estudiar en una de les universitats més importants de l'època i allà va descobrir el futbol. Tal va ser la seua passió que durant els seus anys d'estada en la capital britànica es va fer simpatitzant i soci de l'Arsenal FC. Ja a València, va aconseguir ser vocal de la directiva del València Foot-ball Club el 1934, i sols dos anys més tard seria president de forma interina després de substituir a Francisco Almenar Quinzá, mort de forma sobtada per un atac al cor.
El president més important de la història del València CF, fins al moment, es va fer càrrec de l'equip allà per 1940, després de l'eixida del comandament militar que es va fer càrrec del València després de la guerra civil espanyola. El comandant Alfredo Giménez va deixar la butaca presidencial en mans d'un jove, però audaç, home de negocis. Casanova es va mantenir al capdavant del club durant dinou anys, longevitat fins ara no superada per ningú. Els primers dels problemes als quals es va haver d'enfrontar, que no foren pocs, va ser al decret franquista que obligava, baix pena, als clubs de "foot-ball" a castellanitzar els seus noms i emblemes. Lluís Casanova va entrar com a president del València Foot-ball Club i ho va deixar sent del València Club de Futbol. La guerra civil espanyola no solament va portar el canvi del nom fundacional, sinó que també va deixar un estadi derruït i unes infraestructures inexistents.
Després de molts maldecaps, acompanyats d'esforços titànics i aportacions econòmiques, la junta presidida per Lluís Casanova al costat de Luis Colina i Eduardo Cubells alçà l'Estadi de Mestalla de la ruïna, deixant el recinte al nivell dels estadis més importants de l'època. Prompte eixes graderies veurien triomfs i èxits, aquell primer any de mandat del hui centenari president, va deixar la primera copa en les vitrines del club, un any més tard portaria la primera lliga a València. L'equip format per la davantera elèctrica, els components bascos de la qual, en la seua majoria, van ser rescatats per a la pràctica del futbol dels camps de concentració franquistes instal·lats en la capital valenciana, serien, al costat del Gran Mestalla (anys 50), l'altre gran llegat que deixaria per a la posteritat. Al marge de la política esportiva, que va destacar per aquell València elèctric comandat per Asensi, Gorostiza, Mundo, Epi i Amadeo, també cap esmentar la creació del CD Mestalla, el filial del club, que abastiria de grans promeses al primer equip. Aquells xics del nord, juntament amb grans talents locals, van permetre que fins i tot hui dia, Lluís Casanova seguisca sent el president més llorejat de la història.
El 8 de gener de 1959 deia adéu a la presidència del club. Una complicada i ambiciosa remodelació de l'estadi, agreujada per la riuada de 1957 va posar fi a la paciència d'un home que va viure més d'un infortuni al llarg de la seua presidència. Lluís Casanova Giner, va morir en la seua residència d'Oliva per causes naturals, a l'edat de 90 anys, el 4 de maig de 1999.

## Llegat
Sota la seua presidència el València C.F. va viure una de les seues etapes més exitoses, especialment en les competicions estatals. El club es va alçar amb els primers títols de la seua història, entre els quals es troben tres Copes d'Espanya (1940/41, 1948/49 i 1953/1954), tres Lligues (1941/42, 1943/44 i 1946/47) i una Copa Eva Duarte (1948/1949).
Lluís Casanova ha estat considerat el millor president de la història del club valencianista, així com el que més temps ha estat al càrrec. Després de la seua eixida del club, el València C.F. va decidir rendir-li homenatge canviant el nom del Camp de Mestalla pel d'Estadi Luís Casanova, nom que es va mantenir durant vint-i-cinc anys (1969-1994). Als anys noranta va ser el propi Casanova qui va donar suport a la iniciativa que pretenia recuperar el nom original per a l'estadi. D'aquesta manera es va aprovar el renomenament de Mestalla l'any 1994, nom que es manté fins a l'actualitat.
L'Ajuntament de València va decidir també rendir homenatge a la figura del president valencianista, nomenant la principal plaça que es troba al costat de l'estadi de Mestalla: Plaça de Lluís Casanova. En aquesta plaça actualment es troba una zona d'aparcament i històricament ha acollit el principal rastre de la ciutat de València.